# Championnat du Danemark de football 1935-1936
Navigation
Saison précédente Saison suivante
La saison 1935-1936 du Championnat du Danemark de football était la 23e édition du championnat de première division au Danemark. Les 10 meilleurs clubs du pays sont regroupés au sein d'un poule unique où chaque formation rencontre tous ses adversaires une seule fois. Le club classé dernier est relégué en D2 et remplacé par le champion de la division inférieure.
C'est le BK Frem Copenhague qui remporte la compétition en terminant en tête de la poule. C'est le 4e titre de champion du Danemark de l'histoire du club.

## Les 10 clubs participants
| - KB Copenhague - B 93 Copenhague - BK Frem Copenhague - Boldklubben 1903 - Akademisk Boldklub | - AaB Aalborg - AGF Aarhus - Esbjerg fB - Næstved BK - Promu de D2 - Helsingor IF |

## Compétition

### Classement
Le barème utilisé pour établir le classement est le suivant :
- Victoire : 2 points
- Match nul : 1 point
- Défaite : 0 point

| Rang | Équipe              | Pts | J | G | N | P | Bp | Bc | Diff |
| ---- | ------------------- | --- | - | - | - | - | -- | -- | ---- |
| 1    | BK Frem Copenhague  | 15  | 9 | 7 | 1 | 1 | 36 | 15 | +21  |
| 2    | Akademisk Boldklub  | 15  | 9 | 7 | 1 | 1 | 29 | 14 | +15  |
| 3    | AaB Aalborg         | 10  | 9 | 4 | 2 | 3 | 25 | 16 | +9   |
| 4    | AGF Aarhus          | 10  | 9 | 4 | 2 | 3 | 20 | 22 | -2   |
| 5    | Boldklubben 1903    | 9   | 9 | 4 | 1 | 4 | 33 | 32 | +1   |
| 6    | KB Copenhague       | 8   | 9 | 3 | 2 | 4 | 28 | 25 | +3   |
| 7    | B 93 Copenhague (T) | 8   | 9 | 3 | 2 | 4 | 18 | 23 | -5   |
| 8    | Esbjerg fB          | 6   | 9 | 2 | 2 | 5 | 17 | 22 | -5   |
| 9    | Helsingør IF        | 6   | 9 | 2 | 2 | 5 | 12 | 28 | -16  |
| 10   | Næstved BK (P)      | 3   | 9 | 1 | 1 | 7 | 9  | 30 | -21  |

|  | Champion du Danemark 1935-1936                         |
|  | Relégation en deuxième division                        |
|  | (T) : Tenant du titre (P) : Promu de deuxième division |

## Bilan de la saison
| Tableau d'Honneur                   |                    |
| Compétition                         | Vainqueur          |
| Championnat du Danemark de football | BK Frem Copenhague |

| Promotion et relégation      |            |
| Relégué en deuxième division | Næstved BK |
| Promu en Meistersbaksserien  | Hobro IK   |